# Grigorij Dimitrijevič Ilovajski
Grigorij Dimitrijevič Ilovajski (rusko Григо́рий Дми́триевич Илова́йский), ruski general, * 1778, † 1847.
Bil je eden izmed pomembnejših generalov, ki so se borili med Napoleonovo invazijo na Rusijo; posledično je bil njegov portret dodan v Vojaško galerijo Zimskega dvorca.

## Življenje
Rodil se je generalu konjenice Dimitriju I. Ilovanjskemu. 5. januarja 1787 je vstopil v kozaško vojaško službo in 15. maja naslednje leta je postal sotnik. 
Istega leta se je udeležil vojne proti Turkom; leta 1800 je postal poveljnik polka, s katerim se je udeležil kozaškega pohoda v Indijo ter kampanje 1805-07. 11. januarja 1810 je bil povišan v polkovnika. 
Med patriotsko vojno leta 1812 se je ponovno izkazal; tako je 3. novembra istega leta zajel dva francoska generala, veliko število vojakov ter dva topa. 
18. julija 1813 je bil povišan v generalmajorja. Leta 1818 je bil odpuščen iz aktivne vojaške službe; do leta 1827 je še vedno ostal v vodstvu donskih Kozakov.